# Stockheim (Oberfranken)
Stockheim er en kommune i Landkreis Kronach i Regierungsbezirk Oberfranken i den tyske delstat Bayern.

## Geografie
Stockheim ligger i Naturpark Frankenwald i Haßlachdalen ved Bundesstraße 85, der også kendes som Bier- und Burgenstraße

### Inddeling
| - Burggrub - Haig - Haßlach (bei Kronach) - Neukenroth | - Reitsch - Stockheim - Wolfersdorf |